# Hugo Rupf
Hugo Rupf (* 12. August 1908 in Poppenweiler; † 27. Januar 2000 in Heidenheim an der Brenz) war ein deutscher Industriemanager.

## Leben
Rupf besuchte das Gymnasium und absolvierte eine Banklehre in Biberach an der Riß. Danach nahm er das Studium der Betriebs- und Volkswirtschaftslehre in Frankfurt am Main auf, wo er 1928 Mitglied des Corps Frisia wurde. 1932 beendete er seine Studienzeit als Diplom-Kaufmann mit einem Prädikatsexamen. Seine berufliche Karriere führte ihn zur Maschinenfabrik J. M. Voith in Heidenheim. Rupf hatte maßgeblichen Anteil am Aufstieg des Unternehmens zu einer internationalen Firmengruppe mit Werken in Deutschland, Österreich, Brasilien, Spanien, Indien und den USA. Er war Vorsitzender des Außenhandelsausschusses des Verbandes Deutscher Maschinen- und Anlagenbau (VDMA), Mitglied des Hauptvorstandes und 1971 dessen Präsident. Zugleich war er sechs Jahre lang Vizepräsident des Bundesverbandes der Deutschen Industrie.
Nach seinem Ausscheiden aus der Geschäftsführung war Rupf Vorsitzender des Aufsichtsrats bei Voith. Er war außerdem Aufsichtsratsvorsitzender der Robert Bosch GmbH in Stuttgart, der Deutschen Continental-Gas-Gesellschaft in Düsseldorf, der Effectenbank Warburg AG in Frankfurt am Main und der Salamander AG in Kornwestheim sowie Vorsitzender des Gesellschafterausschusses der BOGE GmbH in Eitorf. Weiterhin gehörte er unter anderem dem Aufsichtsrat der Commerzbank AG, der Mannesmann AG in Düsseldorf und der Hermes Kreditversicherungs AG in Hamburg an.
Rupf war Ehrenbürger der Städte Biberach an der Riß und Heidenheim, Ehrensenator der Eberhard Karls Universität Tübingen sowie Ehrenmitglied des Präsidiums der Industrie- und Handelskammer Heidenheim-Aalen.

## Auszeichnungen
- Großes Verdienstkreuz der Bundesrepublik Deutschland (1958)
- Stern zum Großen Bundesverdienstkreuz (1968)
- Kommandeur des Ordens vom Kreuz des Südens (1971)
- Johann-Friedrich-Schär-Plakette der Deutschen Gesellschaft für Betriebswirtschaft (1972)
- Bernhard-Weiss-Plakette des VDMA (1977)
- Verdienstmedaille des Landes Baden-Württemberg[2] (1978)